# ملا شهاب الدين
ملا شهاب‌ الدين هي قرية في مقاطعة مياندوآب، إيران. عدد سكان هذه القرية هو 2,311 في سنة 2006.